# Piotr Bienkowski
Piotr Adam Bienkowski (* im 20. Jahrhundert in Wimbledon, London) ist ein britischer Archäologe.

## Leben
Piotr Bienkowski, Sohn polnischer Emigranten, wurde 1984 an der Universität Liverpool promoviert. Er war Direktor der Antikenabteilung der National Museums Liverpool und stellvertretender Direktor des Manchester Museum. An der Universität Manchester war er Honorarprofessor für Archäologie und Museologie. 1985 bis 1992 war er Editor der Zeitschrift Levant, 1999/2000 Annual Professor am Albright Institute of Archaeological Research in Jerusalem. Heute berät er Museen und Kultureinrichtungen.

## Veröffentlichungen (Auswahl)
- Jericho in the late Bronze Age. Aris & Phillips, Warminster 1986, ISBN 0-85668-320-5 (Dissertation).
- mit Alan Millard (Hrsg.): Dictionary of the Ancient Near East. University of Pennsylvania Press, Philadelphia 2000, ISBN 0-8122-3557-6.
- mit Christopher Mee, Elizabeth Slater (Hrsg.): Writing and Ancient Near East Society. Papers in Honor of Alan R. Millard. London 2005, ISBN 0-567-02691-4.